# Enneapogon cenchroides
Enneapogon cenchroides är en gräsart som först beskrevs av Martin Heinrich Karl von Lichtenstein, Johann Jakob Roemer och Schult., och fick sitt nu gällande namn av Charles Edward Hubbard. Enneapogon cenchroides ingår i släktet Enneapogon och familjen gräs. Inga underarter finns listade i Catalogue of Life.